# Erzbistum Kananga
Das Erzbistum Kananga (lateinisch Archidioecesis Kanangana, französisch Archidiocèse de Kananga) ist eine in der Demokratischen Republik Kongo gelegene römisch-katholische Erzdiözese mit Sitz in Kananga.

## Geschichte
Das Erzbistum Kananga wurde am 18. März 1904 durch Papst Pius X. als Apostolische Präfektur Kasaï Superiore errichtet. Am 13. Juni 1917 wurde die Apostolische Präfektur Kasaï Superiore durch Papst Benedikt XV. zum Apostolischen Vikariat erhoben. Das Apostolische Vikariat Kasaï Superiore gab am 25. Mai 1936 Teile seines Territoriums zur Gründung der Apostolischen Präfektur Tshumbe ab. Eine weitere Gebietsabtretung erfolgte am 13. April 1937 zur Gründung der Apostolischen Präfektur Ipamu. Das Apostolische Vikariat Kasaï Superiore wurde am 10. März 1949 in Apostolisches Vikariat Luluabourg umbenannt. Am 24. März 1953 gab das Apostolische Vikariat Luluabourg Teile seines Territoriums zur Gründung des Apostolischen Vikariates Kabinda und zur Gründung der Apostolischen Präfektur Mweka ab. Eine weitere Gebietsabtretung erfolgte am 25. April 1959 zur Gründung des Apostolischen Vikariates Luebo.
Am 10. November 1959 erließ Papst Johannes XXIII. die Apostolischen Konstitution Cum parvulum, mit der er die Jurisdiktionen im damaligen Belgisch-Kongo im Blick auf die bevorstehende Unabhängigkeit der Kolonie neu ordnete und die sechs Kirchenprovinzen schuf, die bis heute bestehen (Stand 2025). Dabei wurde unter anderem das Apostolische Vikariat Luluabourg zum Erzbistum erhoben. Das Erzbistum Luluabourg gab 1963 Teile seines Territoriums zur Gründung der Apostolischen Administratur Mbuji-Mayi ab. Weitere Gebietsabtretungen erfolgten am 3. Mai 1966 an das Bistum Mbujimayi und am 26. September 1967 zur Gründung des Bistums Luiza. Am 14. Juni 1972 wurde das Erzbistum Luluabourg in Erzbistum Kananga umbenannt.

## Ordinarien

### Apostolische Präfekten von Kasaï Superiore
- Emerico Cambier CICM, 1904–1917

### Apostolische Vikare von Kasaï Superiore
- Égide de Bœck CICM, 1917–1921, dann Apostolischer Vikar von Nouvelle-Anvers
- Auguste Declercq CICM, 1921–1938
- Louis-Georges-Firmin Demol CICM, 1938–1947

### Apostolische Vikare von Luluabourg
- Bernard Mels CICM, 1949–1959

### Erzbischöfe von Luluabourg
- Bernard Mels CICM, 1959–1967, dann Bischof von Luiza
- Martin-Léonard Bakole wa Ilunga, 1967–1972

### Erzbischöfe von Kananga
- Martin-Léonard Bakole wa Ilunga, 1972–1997
- Godefroid Mukeng’a Kalond CICM, 1997–2006
- Marcel Madila Basanguka, 2006–2022
- Félicien Ntambue Kasembe CICM, seit 2024